# تروریسم در یونان
تروریسم در یونان (انگلیسی: Terrorism in Greece) توسط سازمان‌های انقلابی چپ افراطی انجام می‌شود.

## سازمان‌های ممنوعه
توجه: کلمه تروریست معمولاً توسط دولت‌ها یا مطبوعات به گروه‌هایی که دست به اعمال انقلابی می‌زنند اطلاق می‌شود و نه اینکه این گروه‌ها خودشان تروریست باشند.

### جنبش انقلابی مردم
ELA (ΕΛΑ) یک سازمان چریکی شهری بود که در سال ۱۹۷۵ شکل گرفت و در سال ۱۹۹۵ منحل شد.

### سازمان انقلابی ۱۷ نوامبر
دولت یونان بسیاری از اعضای سازمان ۱۷ نوامبر را در سال ۲۰۰۲ دستگیر کرد. در سال ۲۰۰۳ تعداد ۱۵ عضو این سازمان در چندین قتل همچنین در ۲۵۰۰ مورد جرم دیگر مقصر شناخته شدند.

### جنبش انقلابی
جنبش انقلابی یک گروه شبه نظامی چپ افراطی یونان است که با تهاجم به ساختمان‌های دولتی یونان شناخته می‌شود. این گروه توسط دولت و مطبوعات یونان به عنوان گروه تروریستی شناخته می‌شود.

### هسته‌های انقلابی
مبارزان انقلابی یک سازمان چپ افراطی تروریستی و ضد آمریکایی، ضد ناتو و ضد اتحادیه اروپا می‌باشد که ۱۳ عملیات بمبگذاری را در آتن بین سالهای ۱۹۹۶ تا ۲۰۰۰ انجام داده‌است. اولین حمله بمب گذاری آنها در ۱۱ نوامبر ۱۹۹۷، بمبگذاری در تأسیسات گارد ساحلی یونان در پیرائوس بود ولی بعداً آنها اعتراف کردند که قبل از آن دو عملیات بمب گذاری نیز توسط این گروه انجام شده بود. بر اساس ۴ اعلامیه آن‌ها، این گروه علیه سلطه، استثمار و ظلم امپریالیسم در یونان می‌جنگد.
در ۲۷ آوریل ۱۹۹۹ این گروه اقدام به بمبگذاری یک کنفرانس در هتل اینترکنتینانتال آتن کرد که بر اثر آن یک نفر کشته شد. (علیرغم هشدار بمبگذاری، ساختمان تخلیه نشده بود). در دسامبر ۱۹۹۹ این سازمان اقدام به بمبگذاری دفتر شرکت نفتی بزرگ آمریکایی بنام تکزاکو در آتن کرد. در نوامبر ۲۰۰۰ اعضای این سازمان اقدام به بمب گذاری در دفتر سیتی گروپ در آتن و همچنین بمب گذاری در استودیو مجسمه‌سازی آمریکایی- یونانی کردند. هسته‌های انقلابی بعد از آن بدون هیچ توضیحی ناپدید شدند.

### فرقه انقلابی
فرقه انقلابی یا جنبش شورشی یک گروه تروریستی است که در حال حاضر در یونان فعالیت می‌کند آنها ابتدا در فوریه ۲۰۰۹ با تهدید به قتل مأموران پلیس یونان در ایستگاه پلیس در Korydallos شناخته شدند.

### توطئه هسته آتش
توطئه هسته آتش یک سازمان آنارشیست رادیکال در یونان است.

## سیر حوادث
| یونان           | یونان   | یونان           | یونان | یونان                  | یونان                        | یونان                                                                                                  | یونان |
| تاریخ           | محل     | کشته            | زخمی  | نوع                    | انجام دهنده                  | شرح |       |
| --------------- | ------- | --------------- | ----- | ---------------------- | ---------------------------- | --- | ----- |
| ۲ سپتامبر ۱۹۷۰  | آتن     | ۲               | -     | خودرو انفجاری          | -                            | دیپلماتیک یک خودرو در محوطه پارکینگ سفارت آمریکا منفجر شد.                                             |       |
| ۵ اوت ۱۹۷۳      | آتن     | ۵               | ۵۵    | تیراندازی و نارنجک     | سپتامبر سیاه (فلسطینی)       | فرودگاه و خطوط هوایی دو عرب مسافرین را در فرودگاه آتن به رگبار بستند.                                  |       |
| ۲۴ فوریه ۱۹۷۴   | لاوریون | ۲               | -     | بمب دست ساز            | ارتش سازمان انقلابی مردمی    | تجارت بمگذاری در دفتر یک شرکت آمریکایی در آتن.                                                         |       |
| ۲۳ دسامبر ۱۹۷۵  | آتن     | ۱               | -     | درگیری                 | ۱۷ نوامبر (گروه مارکسیستی)   | دیپلماتیک ترور ریچارد والش، رئیس ایستگاه آژانس اطلاعات مرکزی ایالات متحده در آتن                       |       |
| ۱۷ ژانویه ۱۹۸۰  | آتن     | ۲               | -     | درگیری                 | ۱۷ نوامبر (گروه مارکسیستی)   | دولتی ترور پانتلیس بترآو مدیر پلیس ضد شورش.                                                            |       |
| ۳۱ ژوئیه ۱۹۸۰   | آتن     | ۲               | ۲     | درگیری                 | آسلا (ملی‌گراهای ارمنی)       | دیپلماتیک حمله به یک خودروی دیپلماتیک سفارت ترکیه.                                                     |       |
| ۲۱ ژوئیه ۱۹۸۱   | آتن     | ۲               | -     | درگیری                 |                              | شهروندان حمله به فروشگاه‌ها.                                                                            |       |
| ۷ نوامبر ۱۹۸۳   | آتن     | ۱               | ۱     | درگیری                 | سازمان ابونضال               | دیپلماتیک حمله به نیروهای امنیتی در جلوی سفارت اردن.                                                   |       |
| ۱۵ نوامبر ۱۹۸۳  | آتن     | ۲               | -     | درگیری                 | ۱۷ نوامبر (گروه مارکسیستی)   | دیپلماتیک ترور جورج تسانتز معاون مشاور نظامی آمریکا.                                                   |       |
| ۲۸ مارس ۱۹۸۴    | آتن     | ۲               | -     | درگیری                 | سازمان ابونضال               | دیپلماتیک ترور کنث ویلتی نماینده انگلیس و وابسته فرهنگی انگلیس.                                        |       |
| ۲۱ فوریه ۱۹۸۵   | آتن     | ۲               | -     | درگیری                 | ۱۷ نوامبر (گروه مارکسیستی)   | تجارت ترور نیکلاس مومفراتوس بانکدار و ناشر یونانی.                                                     |       |
| ۲۶ نوامبر ۱۹۸۵  | آتن     | ۱               | ۱۴    | خودرو انفجاری          | ۱۷ نوامبر (گروه مارکسیستی)   | دولتی یک خودروی انفجاری در نزدیکی تردد اتوبوس پلیس ضد شورش یونان منفجر شد.                             |       |
| ۲۸ ژوئن ۱۹۸۸    | آتن     | ۱               | -     | خودرو انفجاری          | ۱۷ نوامبر (گروه مارکسیستی)   | دیپلماتیک یک خودروی انفجاری کنترل از راه دور ویلیام نوردین وابسته نظامی دریایی آمریکا را هدف قرار داد. |       |
| ۱۱ ژوئیه ۱۹۸۸   | آتن     | 11 (one perp. ) | ۹۸    | خودرو انفجاری و درگیری | سازمان ابونضال               | شهروندان حمله سه مسلح به مسافران یک کشتی مسافربری که در حال حرکت در دریا بود.                          |       |
| ۲۷ سپتامبر ۱۹۸۹ | آتن     | ۱               | -     | درگیری                 | ۱۷ نوامبر (گروه مارکسیستی)   | دولتی ترور پاولوس بکایونیس سخنگوی حزب دمکراسی جدید.                                                    |       |
| ۱۲ مارس ۱۹۹۱    | آتن     | ۱               | -     | بمبگذاری               | ۱۷ نوامبر (گروه مارکسیستی)   | دولتی گروهبان رونالد استیوارت از اعضای نیروی هوایی آمریکا با یک بمب کنترل از دور هدف قرار گرفت.        |       |
| ۱۹ آوریل ۱۹۹۱   | پاتراس  | ۷               | ۷     | بمبگذاری               | ملی‌گراهای فلسطینی            | شهروندان یک بمب در دفتر سرویس ماهواره‌ای منفجر شد. .                                                    |       |
| ۱۴ ژوئیه ۱۹۹۲   | آتن     | ۱               | ۵     | شلیک آر پی جی          | ۱۷ نوامبر (گروه مارکسیستی)   | دولتی ترور لونیس پالوکراساس وزیر دارایی یونان مورد حمله موشک آرپی جی قرار گرفت.                        |       |
| ۲۴ ژانویه ۱۹۹۴  | آتن     | ۱               | -     | درگیری                 | ۱۷ نوامبر (گروه مارکسیستی)   | دولتی ترور میکالیس رانوپولیس مدیر سابق بزرگترین بانک ایالتی یونان                                      |       |
| ۴ ژوئیه ۱۹۹۴    | آتن     | ۱               | -     | درگیری                 | ۱۷ نوامبر (گروه مارکسیستی)   | دیپلماتیک ترور عمر هالوک سیپاهی اوغلو یکی از دیپلماتهای سفارت ترکیه.                                   |       |
| ۲۸ مه ۱۹۹۷      | آتن     | ۱               | -     | درگیری                 | ۱۷ نوامبر (گروه مارکسیستی)   | تجارت ترور کنستانتین پاراتیکوس بازرگان یونانی.                                                         |       |
| ۱۷ نوامبر ۱۹۹۹  | آتن     | ۱               | -     | بمبگذاری               | هسته‌های انقلابی              | شهروندان انفجار یک بمب در نزدیکی هتل اینترکنتیننتال آتن که منجر به کشته شدن یک شهروند شد.              |       |
| ۸ ژوئن ۲۰۰۰     | آتن     | ۱               | -     | درگیری                 | ۱۷ نوامبر (گروه مارکسیستی)   | دیپلماتیک ترور استیفن ساندرز وابسته نظامی سفارت انگلیس .                                               |       |
| ۱۷ ژوئن ۲۰۰۹    | آتن     | ۱               | -     | درگیری                 | فرقه انقلابی                 | دولتی ترور یکی از افسران ضد تروریسم.                                                                   |       |
| ۲۸ مارس ۲۰۱۰    | آتن     | ۱               | ۲     | بمبگذاری               |                              | شهروندان یک بمب در خارج از ساختمان انستیتوی آموزش عمومی منفجر شد.                                      |       |
| ۲۴ ژوئن ۲۰۱۰    | آتن     | ۱               | -     | بمبگذاری               | جنبش انقلابی                 | دولتی یک بمب قوی به وزیر نظم عمومی پست شد که در نزدیکی دفترش منفجر شد.                                 |       |
| ۱۹ ژوئیه ۲۰۱۰   | آتن     | ۱               | -     | درگیری                 | فرقه انقلابی                 | روزنامه و مطبوعات ترور سوکراتیس جولیاس روزنامه‌نگار محقق                                                |       |
| ۰۱ نوامبر ۲۰۱۳  | آتن     | ۲               | ۱     | درگیری                 | نیروی‌های جنگنده انقلابی مردم | سیاسی ترور دو عضو حزب گلدن براون، جورجیس فانتولیس و مأنوس کاپلونیس                                     |       |